# Park Jin-kyu
Park Jin-kyu (* 18. Dezember 1991) ist ein südkoreanischer Eishockeyspieler, der seit 2018 wieder bei Anyang Halla unter Vertrag steht.

## Karriere
Park Jin-kyu begann seine Karriere als Eishockeyspieler in der Mannschaft der Joondong Highschool. Später spielte er für die Mannschaft der Korea University. 2014 wechselte er zu Anyang Halla in die Asia League Ice Hockey. Nachdem 2015 die Finalserie noch gegen die  Tōhoku Free Blades aus Japan verloren wurde, gelang ihm 2016 mit seiner Mannschaft der Sieg in der Asia League, als das russische Tram vom HK Sachalin mit einer 3:2-Siegesserie in den Playoff-Endspielen geschlagen werden konnte. Anschließend zog es ihn für zwei Jahre zu Daemyung Sangmu, ehe er Park 2018 zu Anyang Halla zurückkehrte. 2023 gewann er mit Anyang Halla als deren Kapitän erneut die Asia League.

### International
Für Südkorea nahm Park Jin-kyu bereits an der U-18-Weltmeisterschaft 2009 in der Division II teil, als der Aufstieg in die Division I gelang.
Trotz dieses Erfolges wurde er erst acht Jahre später wieder international berücksichtigt, als er mit der südkoreanischen Nationalmannschaft an den Winter-Asienspielen 2017 teilnahm und Platz zwei hinter Kasachstan belegte. Im selben Jahr nahm er auch erstmals an der Weltmeisterschaft der Division I teil und stieg mit den Ostasiaten erstmals überhaupt in die Top-Division auf. 2018 nahm er dann sowohl an der Weltmeisterschaft der Top-Division, als auch an den Olympischen Winterspielen im eigenen Land teil. 2019, 2022 und 2023 spielte er wieder in der Division I. Zudem vertrat er seine Farben bei der Qualifikation für die Olympischen Winterspiele in Peking 2022.

## Erfolge und Auszeichnungen
- 2009 Aufstieg in die Division I bei der U18-Weltmeisterschaft der Division II, Gruppe A
- 2016 Gewinn der Asia League Ice Hockey mit Anyang Halla
- 2017 Silbermedaille bei den Winter-Asienspielen
- 2017 Aufstieg in die Top-Division bei der Weltmeisterschaft der Division I, Gruppe A
- 2023 Gewinn der Asia League Ice Hockey mit Anyang Halla

## Asia-League-Statistik
(Stand: Ende der Saison 2022/23)